# Anneliese Kohlmann
Anneliese Kohlmann (ur. 23 marca 1921 w Hamburgu, zm. 17 września 1977) – niemiecka nazistka, nadzorczyni SS (SS-Aufseherin) w nazistowskim obozie koncentracyjnym Bergen-Belsen oraz zbrodniarka wojenna.

## Życiorys
Pochodziła z rodziny murarza i gospodyni domowej, nie ma wiadomości o uzyskanym wykształceniu. W 1940 wstąpiła do NSDAP. Na początku listopada 1944 zatrudniona była w charakterze sprzedawczyni biletów tramwajowych w Hamburgu, skąd została powołana do pracy jako personel pomocniczy SS w podobozie Hamburg-Neugraben. W marcu 1945 przeniesiono ją do KL Tiefstack w pobliżu Hamburga. Jak utrzymywała, obóz Tiefstack opuściła bez pozwolenia i udała się rowerem do KL Bergen-Belsen, gdzie przebywała w dniach 8–15 kwietnia 1945, ukrywając się w tłumie w pasiaku więziennym. Aresztowana została 17 kwietnia 1945 przez armię brytyjską po tym, jak więźniowie z Neugraben i Tiefstack ją rozpoznali. Następnie została osadzona w więzieniu w Celle. Wyrokiem drugiego procesu załogi Bergen-Belsen została skazana na 2 lata pozbawienia wolności, z czego jeden rok został zaliczony na poczet kary w związku z aresztem tymczasowym. Pozostały okres kary odbyła w więzieniu Fühlsbüttel.